# Distrito de Pararca
El distrito de Pararca es uno de los diez distritos que conforman la provincia de Páucar del Sara Sara, ubicada en el departamento de Ayacucho, en el Perú.

## Descripción
Es un pueblo que se encuentra a 3010 m s. n. m., tiene un clima variado según las estaciones. Fue creado el 12 de febrero de 1821.
Según el último censo nacional de la INEI la población asciende a 628 habitantes, tiene una superficie de 57,91 km² y una demografía de 10.8 hab./km². Fue creada y reconocida por el estado peruano con la R.L N.º 585 del 10 de agosto de 1922.
Pararca, por su tradición histórica, era una ciudad privilegiada, considerada como puerto y almacén que cobijaba a todo visitante. En la segunda mitad del siglo XX, logró alcanzar su máximo apogeo territorial, abarcando hasta Yuraccwasi y Sallasalla por el Oeste y Santa Rosa de Acola por el Este. Pararca reconocida como zona agrícola, ganadera y forrajera por excelencia cuya nominación mantiene aun hasta la fecha.
Pararca cuenta con más de 25 cruces lo cual identifica dentro de los muchos distritos del Perú, se podría decir que es la Capital de las Cruces del departamento de Ayacucho.
Hasta 1978, el distrito de mayor desarrollo ganadero era Pararca, centro de concentración y estación obligatoria de descanso de ganado vacuno de toda la zona con dirección a Lima. En los siguientes años, la política gubernamental de promoción de la pollería, la importación de carne de res, y la posterior eliminación del Banco Agrario, generaron una fuerte crisis en la ganadería vacuna de la provincia
La estructura productiva agropecuaria se vio deteriorada por la implantación de la Reforma Agraria, con efectos regresivos en el nivel tecnológico para el manejo de los cultivos y las crianzas, y produjo la contracción de la inversión en el agro, por lo que muchos productores decidieron vender sus propiedades. El detonante definitivo para la pérdida de la capacidad productiva de los productores, la desarticulación de los circuitos económicos, el abandono de los campos y las infraestructuras productivas, la destrucción de la ganadería y la agricultura, fue la presencia de la violencia terrorista entre 1985 y 1995.
En la actualidad, la población pecuaria de Páucar del Sara Sara, de acuerdo a la información de la Agencia Agraria de Pausa al 2006, es de 27.702 cabezas de vacuno, 32.007 cabezas de ovinos, 9.698 de camélidos sudamericanos (alpacas y llamas), 5.209 cabezas de caprinos y 4.921 cabezas de porcinos. Según la opinión de las autoridades, productores líderes y las personas mayores, especialmente de Pararca, estas cifras son inferiores a las que supuestamente se tenían en la década de 1980.
De la producción de quesos en Pararca, un 60% se destina al mercado limeño, el 17% a la venta en el mismo distrito y el 23% a la venta en los distritos vecinos.
Pararca brinda dos vías de acceso: viniendo por Coracora antes de llegar a Incuyo pasarás por el antiguo Convento y por el margen izquierdo divisaras un ramal, donde tendrás la oportunidad de conocer muchos pueblos que se encuentra en el olvido por el gobierno central; Collahuacho, Lacaya, Chaicha, San Antonio, Huayllascha, Chacaray y sus Aguas termales, Antamarca, Villa Pararca (Capital del Distrito de Pararca), Colcabamba y Aulla. Y por el otro margen también hay acceso para llegar a Pararca, saliendo de Incuyo con dirección a Pauza encontrarás también un ramal que te conducirá a este hermoso valle pero antes están los baños termales de Huacuya, muy recomendables para todo tipo de reumatismo.

## División administrativa
Se divide en 7 centros poblados:
- Achamarca
- Antamarca
- Aulla
- Ccahuasno
- Chupahuacho
- Colcabamba
- Pararca

## Autoridades

### Municipales
- 2019 - 2022[1]
  - Alcalde: Rony Altamirano Anampa, del Movimiento Regional Gana Ayacucho.
  - Regidores:

  1. Israel Rodolfo Torres Pacheco (Movimiento Regional Gana Ayacucho)
  2. Jenry Eugenio Sarasi Yrupailla (Movimiento Regional Gana Ayacucho)
  3. Antonio Mario Huamaní Manzanilla (Movimiento Regional Gana Ayacucho)
  4. Nerida Augusta Merino Arce (Movimiento Regional Gana Ayacucho)
  5. Emeterio Celedonio Anampa Santy (Movimiento Independiente Innovación Regional)

Alcaldes anteriores
< 1999 - 2002: Víctor Jayme Montoya Huamán
< 2003 - 2006: Dionisio Vizcardo Chávez 
- 2007 - 2010: Edén Máximo Mayorga Falcón.
- 2011 - 2014: Pologina Virginia Medina Sermeño.
- 2015 - 2018: Jean Vizcardo Chávez.

## Festividades
- Enero: festividad en honor al Niño Salvador (Bajada de Reyes)
- Febrero: fiesta de la Virgen del Perpetuo Socorro
- Mayo: fiesta de las Cruces
- Julio: festividad en honor al Apóstol Santiago, fiesta de la Virgen del Carmen
- Octubre: Fiesta de la Virgen del Rosario